# Letland op het Eurovisiesongfestival 2024

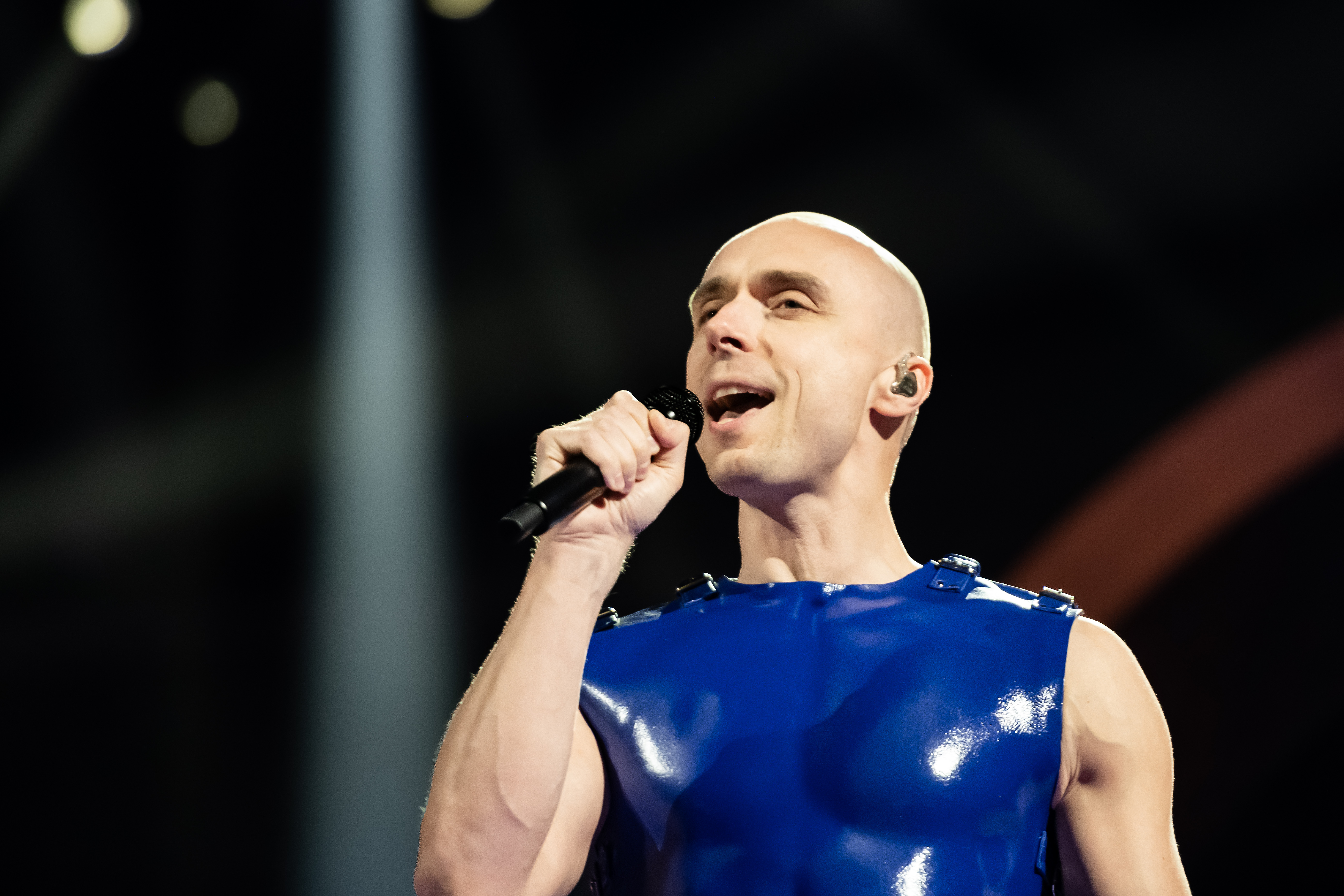
Dons tijdens de repetities van de tweede halve finale.

Letland nam deel aan het Eurovisiesongfestival 2024 in Malmö, Zweden. Het was de 24ste deelname van het land aan het Eurovisiesongfestival. LTV was verantwoordelijk voor de Letse bijdrage voor de editie van 2024.

## Selectieprocedure

### Supernova 2024
Voor de negende keer werd gekozen voor de nationale finale Supernova. De competitie ging van start op 3 februari 2024 met een halve finale waarin 15 kandidaten streden voor een plaats in de grote finale op 10 februari 2024. De 15 kandidaten werden geselecteerd door een panel van een Letse jury. Er waren 108 deelnemers die een inzending stuurden voor 30 november 2023.

#### Finale
In de finale stonden 10 kandidaten. De jury en het Letse publiek gaven elk de helft van de punten. Dons won de finale met het maximum van de punten.
| Draw | Artist            | Song                     | Jury | Televoting | Televoting | Totaal | Plaats |
| Draw | Artist            | Song                     | Jury | Stemmen    | Punten     | Totaal | Plaats |
| ---- | ----------------- | ------------------------ | ---- | ---------- | ---------- | ------ | ------ |
| 1    | Vēstulēs          | "Kur?"                   | 10   | 31.477     | 10         | 20     | 2      |
| 2    | Avéi              | "Mine"                   | 4    | 2.946      | 3          | 7      | 8      |
| 3    | Papīra Lidmašīnas | "Mind Breaker"           | 1    | 2.018      | 2          | 3      | 10     |
| 4    | Katrīna Gupalo    | "The Cat's Song"         | 8    | 17.739     | 8          | 16     | 3      |
| 5    | Ecto              | "Outsider"               | 2    | 4.915      | 5          | 7      | 7      |
| 6    | Dons              | "Hollow"                 | 12   | 64.845     | 12         | 24     | 1      |
| 7    | Saint Levića      | "Tick-Tock"              | 6    | 3.487      | 4          | 10     | 5      |
| 8    | Edvards Strazdiņš | "Rock n' Roll Supernova" | 3    | 7.830      | 6          | 9      | 6      |
| 9    | Funkinbiz         | "Na chystu vodu"         | 5    | 1.143      | 1          | 6      | 9      |
| 10   | Alekss Silvers    | "For the Show"           | 7    | 8.285      | 7          | 14     | 4      |

## In Malmö
Dons trad aan in de tweede halve finale, op 9 mei 2024. De wedkantoren gaven hem daarin de laagste kans van alle deelnemers om naar de finale te gaan. Desondanks lukte het de zanger om zich daarvoor te plaatsen. Sinds 2016 was een Letse deelnemer daarin niet geslaagd. De finale vond plaats op 11 mei. Dons eindigde daarin op de zestiende plaats.
2000 · 2001 · 2002 · 2003 · 2004 · 2005 · 2006 · 2007 · 2008 · 2009 · 2010 · 2011 · 2012 · 2013 · 2014 · 2015 · 2016 · 2017 · 2018 · 2019 · 2020 · 2021 · 2022 · 2023 · 2024 · 2025
Albanië · Armenië · Australië · Azerbeidzjan · België · Cyprus · Denemarken · Duitsland · Estland · Finland · Frankrijk · Georgië · Griekenland · Ierland · IJsland · Israël · Italië · Kroatië · Letland · Litouwen · Luxemburg · Malta · Moldavië · Nederland · Noorwegen · Oekraïne · Oostenrijk · Polen · Portugal · San Marino · Servië · Slovenië · Spanje · Tsjechië · Verenigd Koninkrijk · Zweden · Zwitserland